# Robert Wagner (Dartspieler)
Robert Wagner (* 14. Juni 1965 in Wien) ist ein ehemaliger norwegischer Dartspieler. Er ist der bislang erfolgreichste Spieler seines Landes in dieser Sportart.

## Karriere
Wagner nahm vier Mal an einer BDO-Weltmeisterschaft teil. Dabei erreichte er drei Mal das Achtelfinale – die zweite Runde des Turniers. 2003 schlug er Gary Robson und unterlag dann Erik Clarys. 2004 konnte Wagner Co Stompé bezwingen, ehe er gegen John Walton verlor. 2005 überstand er die Auftakthürde gegen den Finnen Jarkko Komula, verlor dann aber trotz zwischenzeitlicher 2:0-Satzführung noch mit 2:3 gegen Ted Hankey.
2008 konnte Wagner mit dem Erreichen des Halbfinals bei den Dutch Open einen seiner größten Erfolge feiern. Hierbei war dann gegen Robert Thornton Schluss. Im selben Jahr scheiterte er erst im Finale der Finnish Open gegen Steve West und bezwang Rune David im Finale der norwegischen Meisterschaft. Ein weiteres achtbares Ergebnis gelang Wagner beim World Masters. Er konnte unter anderem Gary Anderson bezwingen und fand sich im Halbfinale wieder, wo allerdings gegen Scott Waites das Aus kam.
Bei der BDO-Weltmeisterschaft 2009 kam es erneut zum Aufeinandertreffen mit Anderson. Dieses Mal setzte sich der Schotte allerdings durch. Im weiteren Jahresverlauf gewann Wagner die Finnish Open und verteidigte seinen Titel als norwegischer Meister.
Wagners bestes Ergebnis bei einer Weltmeisterschaft sollte ihm 2010 gelingen. Hierbei bezwang er zunächst Alan Norris und Brian Woods. Gegen letzteren holte er Rückstände von 0:2 und 2:3 auf. Das Spiel war von vielen Höhepunkten, insbesondere hohen Finishes geprägt. Das Spiel galt zu diesem Zeitpunkt als eines der besten Erst- und Zweitrundenspiele der Turniergeschichte. In seinem ersten WM-Viertelfinale trat Wagner dann gegen Tony O’Shea an und verlor recht deutlich mit 1:5.
Ab 2013 versuchte sich Wagner auf der PDC-Tour bzw. auf der Tour des nordischen Ablegers Scandinavian Darts Corporation (SDC). Er trat nur vier Mal bei einem Fernsehturnier der PDC in Erscheinung. Zunächst war dies bei den European Darts Championship 2014 der Fall, wo er in Runde 1 Vincent van der Voort unterlag. Drei Teilnahmen kann er beim World Cup of Darts vorweisen, bei denen jeweils zwei Spieler für ihr Land antreten. 2016 gelang ihm hierbei zusammen mit Cor Dekker gegen Tschechien sein einziger Sieg bei einem Fernsehturnier der PDC.
Seitdem war Wagner bei keinem größeren Turnier mehr zu sehen. Sein letztes Turnier auf der Nordic & Baltic Tour bestritt er 2019 gegen den Isländer Vitor Charrua.

## Kontroverse
Während eines Turniers der nordischen PDC-Tour in Vääksy, Finnland am 11. August 2012 gab Wagner ein kurzes Interview nachdem er den Finnen Ulf Ceder im Finale besiegt hatte. Hierbei lobte er die Professional Darts Corporation (PDC) sehr und sagte zudem: „The BDO is shite“ – zu deutsch „Die BDO ist scheiße“. Anschließend wurde er seitens des Interviewers erinnert, Neutralität zu wahren.
Wagner soll von den World Masters 2012 ausgeschlossen worden sein. Zudem soll es ein Disziplinarverfahren gegeben haben.

## Weltmeisterschaftsresultate

### BDO
- 2003: Achtelfinale (0:3-Niederlage gegen  Erik Clarys)
- 2004: Achtelfinale (1:3-Niederlage gegen  John Walton)
- 2005: Achtelfinale (2:3-Niederlage gegen  Ted Hankey)
- 2009: 1. Runde (2:3-Niederlage gegen  Gary Anderson)
- 2010: Viertelfinale (1:5-Niederlage gegen  Tony O’Shea)

## Titel

### WDF
- Nordic Cup Open Sieger: 2008, 2010
- Finnish Open Sieger: 2009
- Dortmund Open Sieger: 2010
- British Penthatlon Sieger: 2012

### PDC
- Nordic & Baltic Tour Sieger: 1× 2012

### Sonstige
- Norwegischer Meister: 2008, 2009, 2010, 2011, 2012, 2016[3]